# Geert Steurs
Geert Steurs (Schoten, 24 de setembre de 1981) és un ciclista belga, que fou professional des del 2004 fins al 2011.

## Palmarès
- 2006
  - 1r al Tour de Hong Kong Shanghai i vencedor d'una etapa
  - 1r a la Topcompétition
  - 1r al Gran Premi d'Affligem
  - 1r a la Ronde van Vlaams-Brabant
- 2010
  - Vencedor d'una etapa al Tour de Qatar

### Resultats al Giro d'Itàlia
- 2008. No surt (11a etapa)